# Scutellinia patagonica
Scutellinia patagonica är en svampart som först beskrevs av Rehm, och fick sitt nu gällande namn av Gamundí 1960. Scutellinia patagonica ingår i släktet Scutellinia och familjen Pyronemataceae.   Inga underarter finns listade i Catalogue of Life.